# Virgilio do Carmo da Silva
Virgilio do Carmo da Silva SDB (ur. 27 listopada 1967 w Venilale, ówczesny Timor Portugalski) – timorski biskup rzymskokatolicki, biskup Dili od 2016 (od 2019 arcybiskup metropolita), kardynał od 2022.

## Życiorys

### Prezbiterat
Święcenia kapłańskie przyjął 18 grudnia 1998 w zgromadzeniu salezjanów. Był m.in. wychowawcą i mistrzem nowicjatu, dyrektorem technikum w Fatumaca oraz przełożonym miejscowej prowincji zakonnej.

### Episkopat
30 stycznia 2016 został mianowany przez papieża Franciszka biskupem diecezji Dili. Sakry udzielił mu 19 marca 2016 nuncjusz apostolski w Timorze Wschodnim – arcybiskup Joseph Marino. 11 września 2019 podniesiony do rangi arcybiskupa metropolity. 29 maja 2022 podczas modlitwy Regina Coeli papież Franciszek ogłosił jego nominację kardynalską. 27 sierpnia Carmo da Silva został kreowany kardynałem prezbiterem i otrzymał kościół tytularny św. Alberta Wielkiego. Brał udział w konklawe 2025, które wybrało papieża Leona XIV.